# 克劳特豪森
克劳特豪森是德国图林根州的一个市镇。总面积18.48平方公里，总人口1632人，其中男性836人，女性796人（2011年12月31日），人口密度88人/平方公里。